# 金相美
金 相美（キム サンミ／Sang-Mi Kim）は、メディア研究者、社会心理学者、名古屋大学准教授。 韓国大邱市生まれ。1995年、韓国梨花女子大学校卒業。1998年、UCLAにて TESOL (Teaching English as a second Language) の資格獲得、2000年来日、2002年、東京大学情報学環修士課程修了。2005年11月、同学博士課程単位取得後退学、2005年12月より東京大学情報学環助教、2008年より現職。専攻、社会情報学、コミュニケーション論。

## 経歴
- 2017年4月 - 現 ： 名古屋大学大学院人文学研究科 准教授
- 2008年4月 - 2017年3月 ： 名古屋大学 大学院国際言語文化研究科 准教授
- 2007年8月 ： 博士号(社会情報学)，東京大学
- 2004年12月 - 2008年3月 ： 東京大学情報学環助教・特任講師
- 2002年3月 ： 同学修士課程終了
- 2000年4月 - 2002年3月 ： NHK教育テレビ ハングル講座に出演。「Live On Korea!」（韓国の大衆文化紹介コーナー）を担当
- 1997年12月 ： UCLAにてTESOL, TEFL資格獲得
- 1995年2月 ： 韓国梨花女子大学人文学部卒業

## 著書
- 『韓国N世代白書』 トラベルジャーナル 2002
- 『韓国の情報化と縁故主義ネットワークの変容』 ミネルヴァ書房 2011

### 共編著
- 金相美（共著）、橋元良明（編）(2011).「日本人の情報行動2010」,東京大学出版会[LINK]
- 金相美（共著）、藤田真文（編著）(2011).「メディアの卒論」,ミネルヴァ書房[LINK]
- 金相美（2009）．「文化とインターネット」　『インターネット心理学のフロンティア』（三浦麻子・森尾博昭・森尾博昭編），251-284，誠信書房

## 専門領域
- 放送・ニューメディア・情報通信 (Broadcasting, New Media, and Information)
- 現代マス・コミュニケーションのコアとなる放送/ニューメディア/通信/インターネット全般における受容と人々の利用行動に関して実証的アプローチによる分析を行う

## キーワード
- 情報行動論，情報社会論，ニューメディア論
- コミュニケーションの効果研究 (Communication Effects and Processes)
- 対人/集団内/集団間コミュニケーションの情報源/チャンネル/メッセージ/受容プロセス/効果に関する分析及び総合的探索を行う
- 対人コミュニケーション，マス・コミュニケーションの効果論，政治コミュニケーション，異文化コミュニケーション

## 趣味･関心事
- アシュタンガヨガ
- マラソン

## 参考
- 個人ホームページ；https://sangmikim.jimdofree.com/
- 金相美 (k.sangmi) - Facebook